# Portugalska Partia Republikańska
Portugalska Partia Republikańska (port. Partido Republicano Português) – nieistniejąca już portugalska partia polityczna, utworzona podczas ostatnich lat monarchii. Ugrupowanie to zaproponowało zastąpienie monarchii konstytucyjnej Portugalską Pierwszą Republiką (została ona powołana do życia 5 października 1910 r.). Kilka lat później Partia Republikańska podzieliła się na kilka różnych ugrupowań (m.in. Partia Demokratyczna).

## Znani członkowie
- Afonso Costa
- José Relvas
- Teófilo Braga
- Manuel de Arriaga